# Darius Muasau
Darius Muasau (San Diego, 10 febbraio 2001) è un giocatore di football americano statunitense che milita nel ruolo di linebacker per i New York Giants della National Football League (NFL).

## Carriera universitaria

### Hawaii

#### 2019
Muasau nel 2019 iniziò la sua prima stagione ad Hawaii come linebacker di riserva e special teamer, trovando spazio a causa degli infortuni nel reparto dei linebacker dei Rainbow Warriors. Disputò la prima gara come titolare contro i rivali di Fresno State, guidando la sua squadra in tackle e recuperando un onside kick chiave da cui poi partì il drive del pareggio di Hawaii.

#### 2020
In una stagione in cui mostrò una netta crescita, Muasau guidò i Rainbow Warriors in placcaggi, mentre fu quarto a livello nazionale in tackle solitari e quinto in tackle totali. Fu nominato inoltre miglior difensore del New Mexico Bowl 2020 dopo avere fatto registrare 9 placcaggi, un sack e un intercetto.
A fine stagione Muasau fu inserito nella formazione ideale della Mountain West Conference, oltre che nominato menzione onorevole All-American da Phil Steele. Fu finalista del premio di giocatore di college football polinesiano dell’anno, finendo terzo dietro a Zach Wilson e a Talanoa Hufanga.

#### 2021
Muasau ebbe un’altra stagione produttiva nel 2021, terminando con 108 placcaggi, 7 sack e 5 fumble forzati, venendo nuovamente inserito nella formazione ideale della sua conference. A fine anno optò per cambiare istituto.

### UCLA
Il 1º gennaio 2022 Muasau annunciò che si sarebbe trasferito a UCLA. Con i Bruins disputò le ultime due stagioni nel football universitario, venendo inserito nella seconda formazione ideale della Pac-12 Conference nel 2023.

## Carriera professionistica

### New York Giants
Mausau fu scelto nel corso del sesto giro (183º assoluto) del Draft NFL 2024 dai New York Giants. Debuttò come professionista partendo come titolare nella gara del primo turno facendo registrare 6 tackle e un intercetto. La sua prima stagione si chiuse con 55 tackle e un intercetto in 15 presenze, di cui 7 come titolare.